# Сакко (причёска)
Сакко (яп. 先笄 сакко или сакико:гай, последняя шпилька) — женская причёска, популярная среди замужних женщин купеческого сословия в районе Камигата (окрестности Киото) во вторую половину периода Эдо. Появилась в окрестностях города Окадзаки (префектура Айти). В Канто была более популярна причёска марумагэ, а сакко получила признание только после реставрации Мэйдзи.

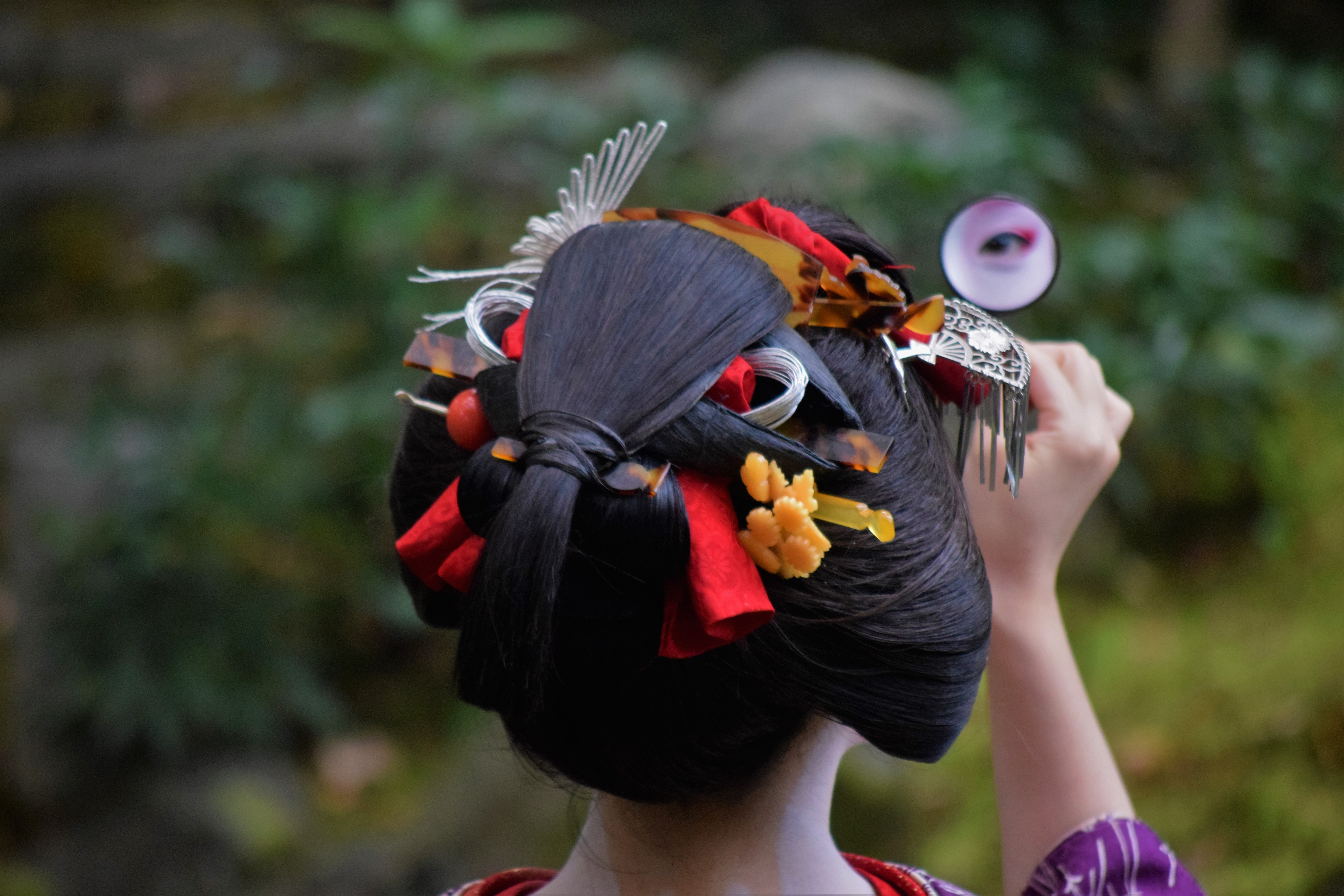
Майко Хинаю с сакко

Сегодня сакко — последняя причёска майко перед эрикаэ, церемонией перехода в гейши. Ученица, которой сделали сакко, может исполнять танец Куроками.
В день эрикаэ хозяйка окия и другие гейши и майко, работающие в нём, по одной, в порядке старшинства, разрезают нити, удерживающие причёску майко. Эта церемония носит название дампацу но ги (яп. 断髪の儀, церемония отрезания волос). После этого распущенные волосы расчёсывают и укладывают в сетку под парик, который новая гейша будет носить вместо причёски на своих волосах.

## История

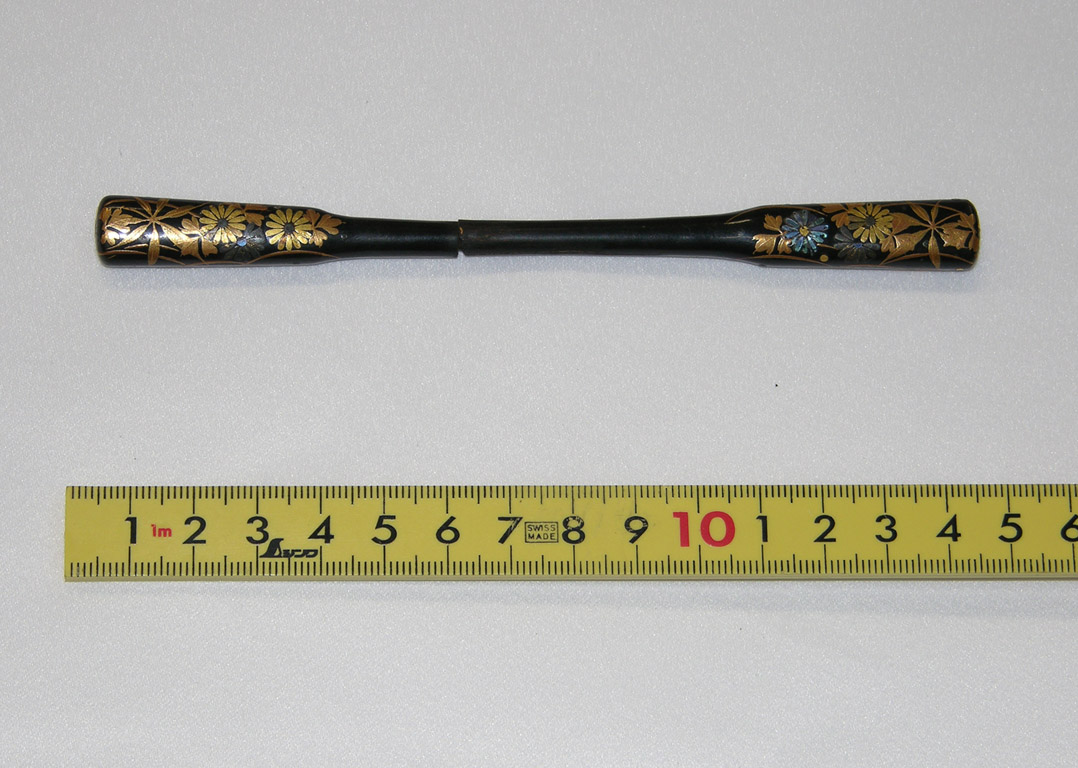
Когай конца XIX — начала XX века

Сакко получила название по наименованию шпильки когай (яп. 笄 ко:гай) и произошла из причёски сабаки-хаси (яп. さばき橋).
Сакко отличается от обычных причёсок с магэ тем, что пучок волос на затылке разделён на пряди.
Сакко украшается оплетающей низ пучка лентой; комплектом из гребня (яп. 櫛 куси), плоской шпильки (яп. 笄 ко:гай) и нескольких украшений (яп. 簪 кандзаси). Майко носят с сакко украшения из черепахового панциря.
Причёска, похожая на сакко, но с пучком как у симады, называется суйсёмагэ (яп. 粋書髷). Её носили в Киото девушки после 20 лет.
В Камигате и по всей западной Японии замужние женщины носили причёску рёва (яп. 両輪 рё:ва, два колеса) и кацуяма (яп. 勝山, фамилия создательницы причёски), похожую на сакко.

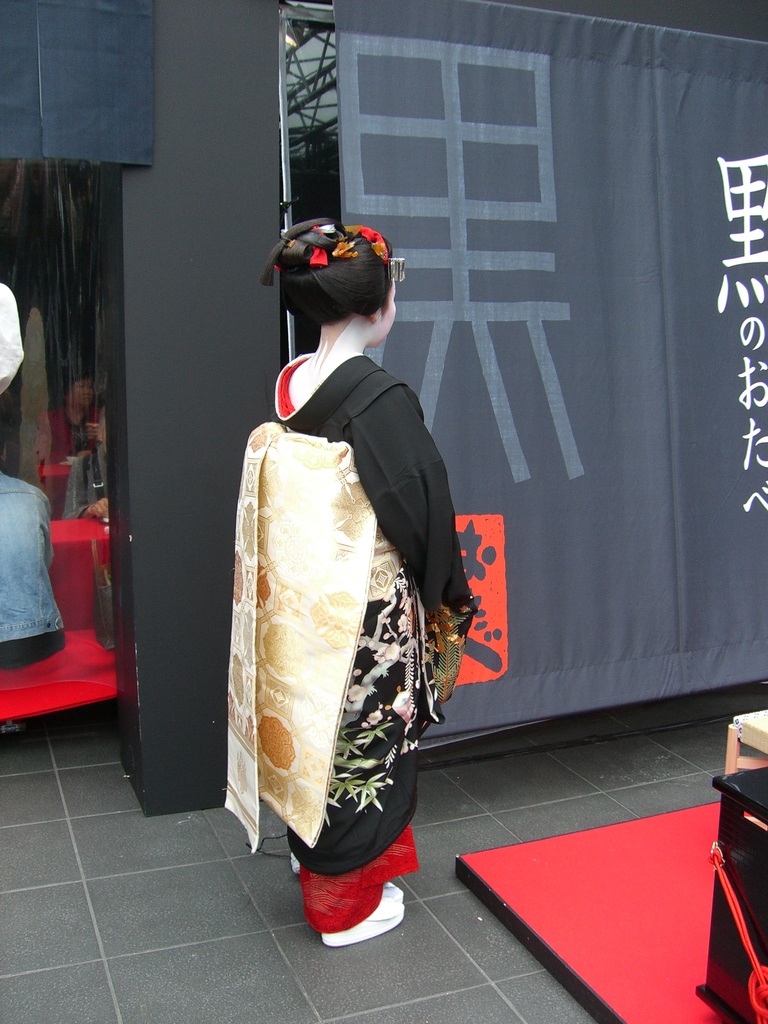
Майко Судзуха с причёской сакко
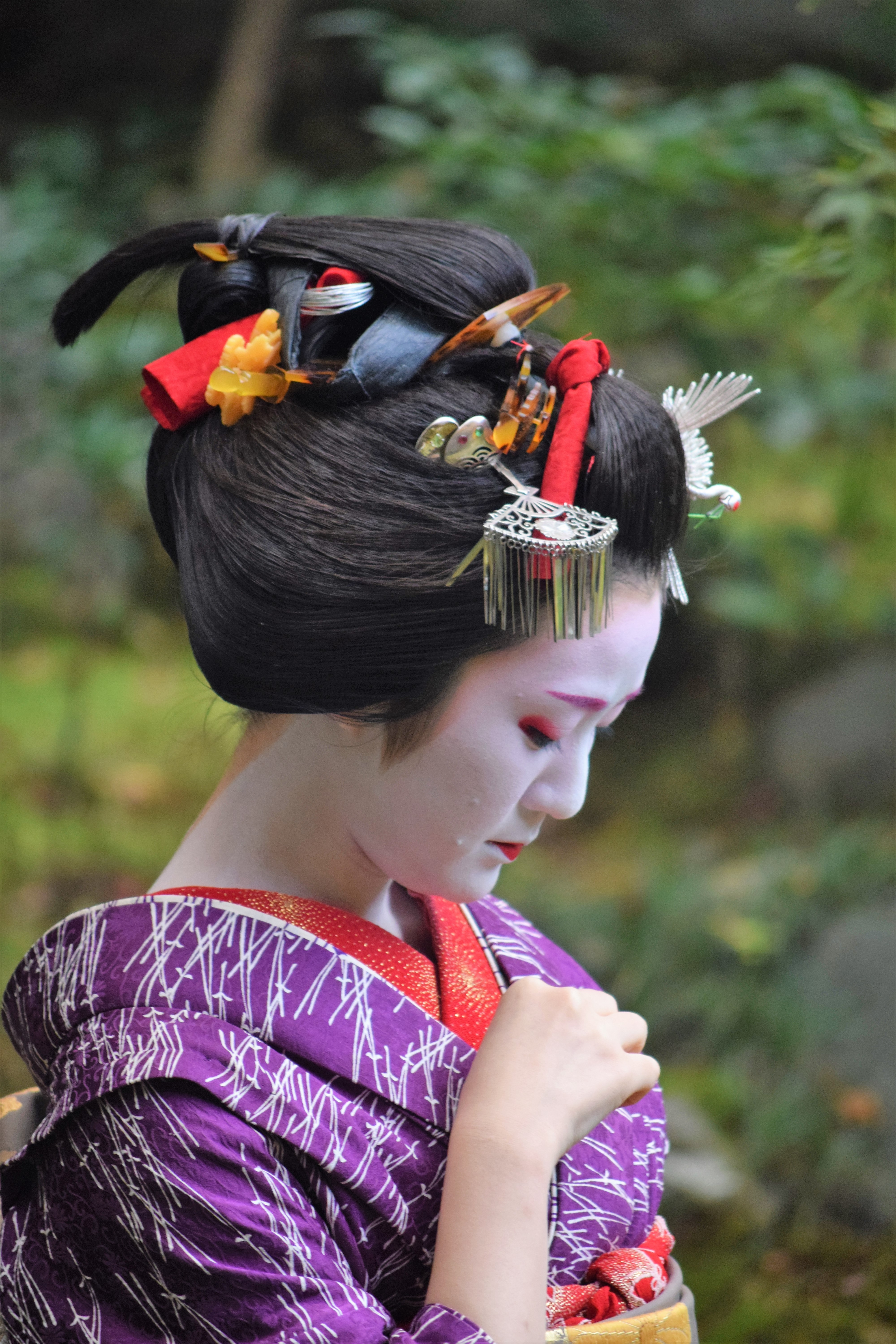
Правая сторона
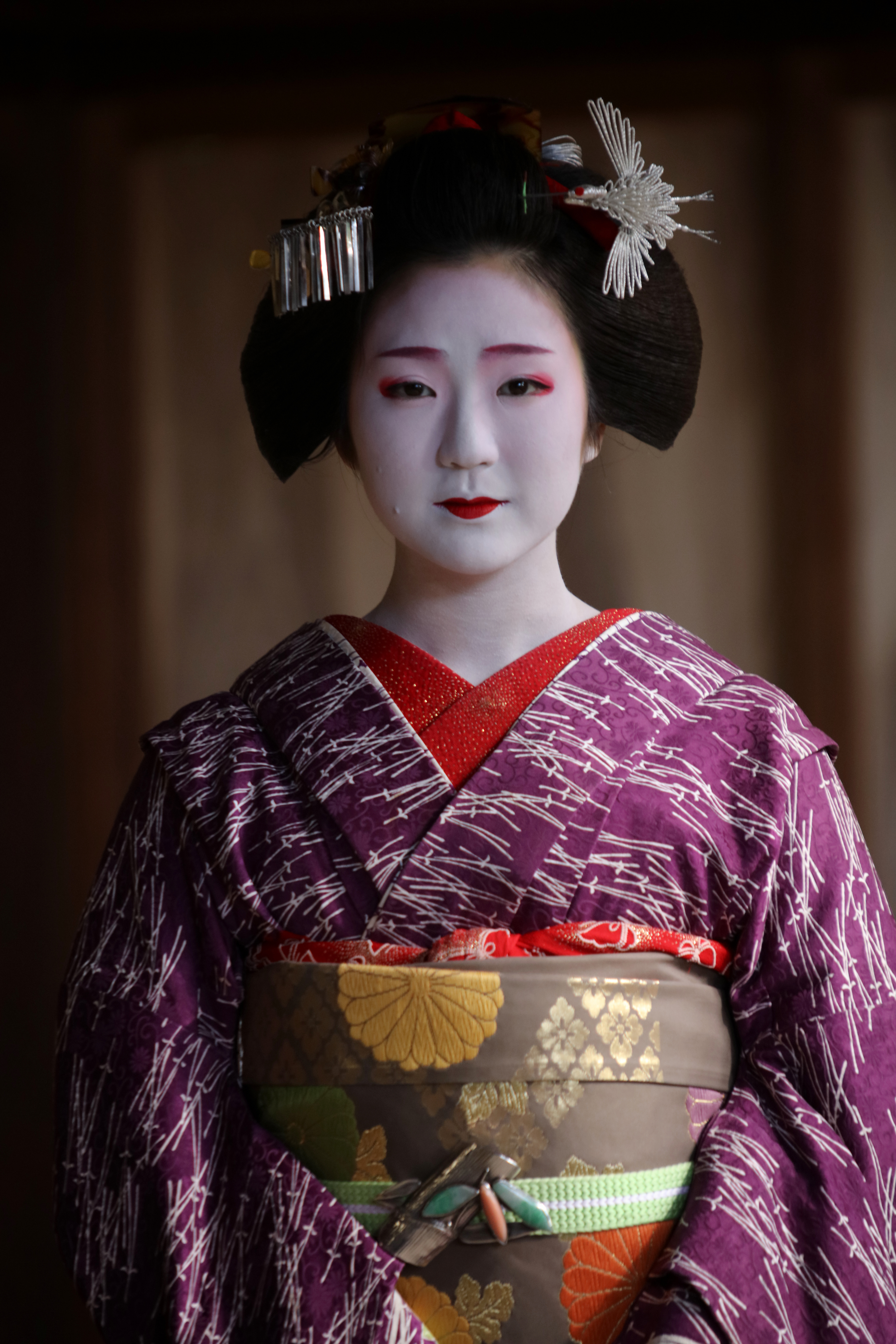
Анфас
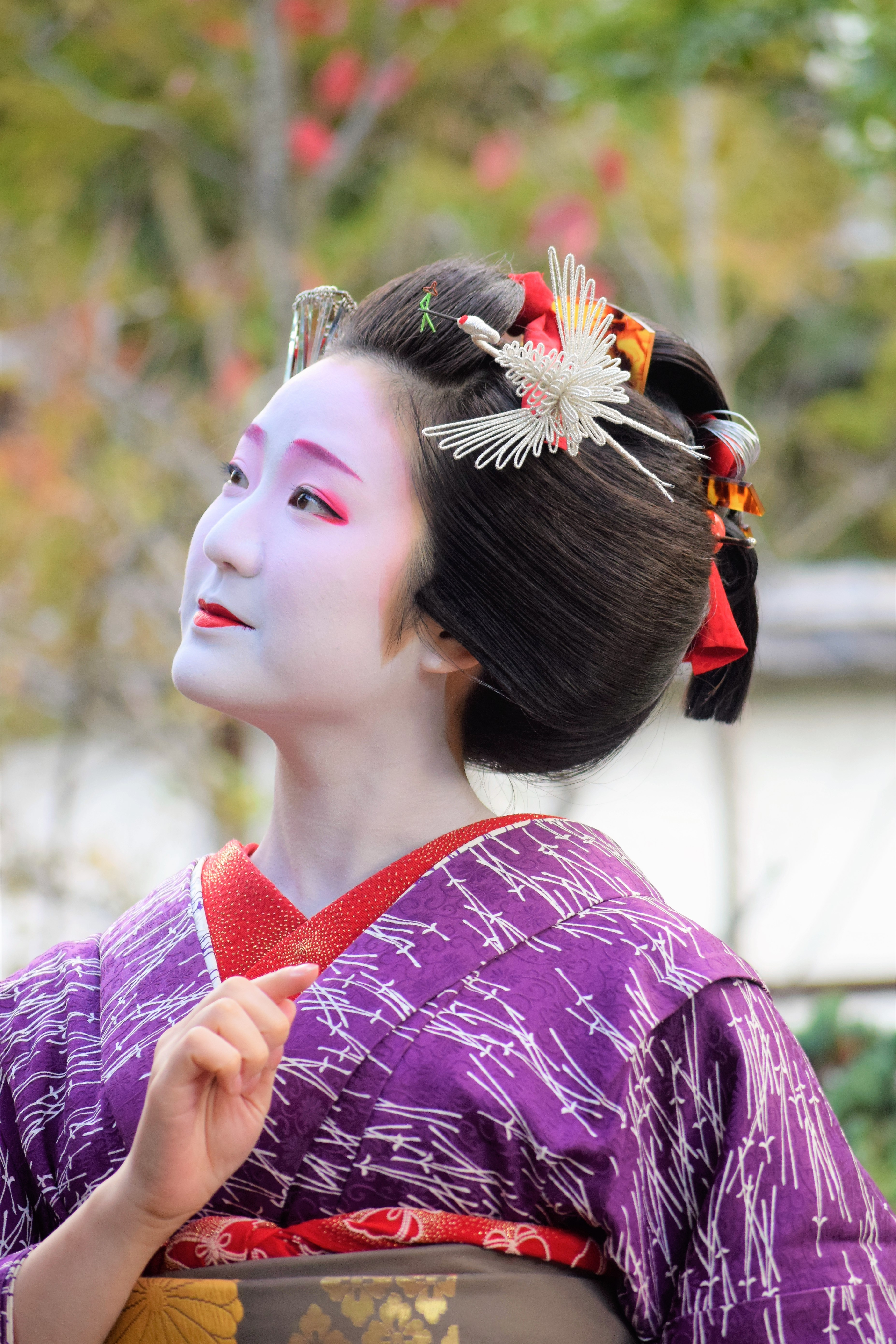
Левая сторона